# Synagoga ve Velké Bukovině
Bývalá synagoga je nynější dům čp. 54 ve vsi Velká Bukovina v okrese Náchod při silnici na Střeziměřice.

## Historie a popis
Postavena byla v bývalé židovské uličce vedoucí na jih od návesního rybníka roku 1829 na dvou sousedících parcelách, stavební č. 5 a pozemkové č. 94.
Ke náboženským účelům sloužila asi do roku 1906, ještě před rokem 1910 došlo k jejímu poboření. Z klasicistní budovy se do dnešní doby dochovaly pouze přízemní obvodové zdi, na konci 80. let 20. století byly odstraněny i oba dochované portály s citáty ze Starého zákona pro ženský a mužský vstup, jež byly následně nahrazeny vjezdovými vraty. Na sousedním domě je vidět otisk klenby.
Ve vsi je také židovský hřbitov, který tvoří spolu s dobře zachovaným celkem vesnického ghetta významnou evropskou památku.